# Brutality Will Prevail (banda)
Brutality Will Prevail (a veces abreviado BWP) fue una banda galesa de hardcore fundada en Cardiff en 2005. Han realizado giras por Europa y Asia y han hecho apariciones en festivales como Reading y Leeds, Download y Ghostfest. ¡También han sido cubiertos en revistas como NME y Kerrang!.

## Historia
La banda fue formada en 2005 por el guitarrista James Goodman y el baterista Adam Evans, la formación la completaron el bajista Dale Williams y el vocalista Gareth Arnold. Con esta formación tocaron en el área de Gales del Sur y grabaron el EP Life Is Our War. Esta formación duró el resto del año y luego los miembros se fueron por varias razones. En 2006, Goodman se unió al nuevo vocalista Ajay Jones, quien se convertiría en el rostro de la banda durante los siguientes ocho años. También incorporó al bajista Emlyn Lamb y con esta formación grabaron el EP Never Turn Back y comenzaron a hacerse un nombre en giras nacionales con bandas como Baysix. 
Otros cambios en la formación vieron a Evans siendo reemplazado en la batería por Richard Dyas y la incorporación de Jordan Murray en la segunda guitarra. Con esta formación, grabaron el raro EP South Wales Kings y continuaron haciéndose un nombre en la escena del Reino Unido. Permanecieron en silencio hasta 2008 cuando Nick Rix se unió a la banda y la empujó hacia un lado más oscuro del hardcore lanzando el disco Forgotten Soul en Purgatory Records. Marc Richards luego reemplazaría a Richard Dyas en las funciones de batería y él y Rix trabajaron hacia el lanzamiento de The Root Of All Evil en 2010 y Scatter The Ashes en 2012. 
La banda apoyó los lanzamientos realizando giras extensas por el Reino Unido, ganando reputación debido a su intensa actuación y la estrechez y consiguiendo lugares en muchos festivales (incluyendo encabezar el Red Bull Stage en Hevy Fest 2012), y giras con bandas como The Acacia. Cepa, Cáncer, Murciélagos y Terror.

### Salida de vocalista, cambio y nuevo disco
En 2012, se anunció que Ajay Jones había dejado la banda, quien lo justificó por la creciente presión del tiempo del músico y sus intereses fuera de la banda. Louis Gauthier, que ya se había desempeñado en las funciones de la gira, reemplazó a Jones y se unió a la banda. La banda realizó una gira por todo el mundo dejando su huella; apareciendo en festivales más grandes como Reading y Leeds, Download, Brutal Assault, etc.
A principios de 2017, lanzaron el álbum In Dark Places, que tomó un tono mucho más oscuro y sombrío que los lanzamientos anteriores, abandonando el estilo hardcore más rápido y agresivo que tenían antes, por un sonido doom más orientado al ritmo, pero logrando mantener el reconocible hardcore. tono por el que eran conocidos.[cita requerida]

## Discografía
Álbumes de estudio
- Forgotten Soul (2009)
- Root of All Evil (2010)
- Scatter the Ashes (2012)
- Suspension of Consciousness (2014)
- In Dark Places (2017)
- Misery Sequence (2019)

EP
- Life Is Our War (2005)
- Never Turn Back (2006)
- South Wales Kings (2007)
- Split con Hang the Bastard (2010)
- Sleep Paralysis (2011)
- Split con Ark of the Covenant (2011)